# Théophile Semet
Théophile Semet, né le 6 septembre 1824 à Lille et mort le 15 avril 1888 à Corbeil, est un compositeur français.

## Biographie
Théophile, Aimé, Emile Semet, timbalier dans l'orchestre de l'Opéra de Paris, composa entre autres les œuvres suivantes :
- Les Nuits d'Espagne : opéra-comique en 2 actes, créé le 26 mai 1857 au Théâtre Lyrique, sur un livret de Michel Carré ;
- Gil Blas : opéra-comique en 5 actes, créé le 23 mars 1860 au Théâtre Lyrique, sur un livret de Michel Carré (d'après le roman de Lesage);
- Ondine: créé le 7 janvier 1863 au Théâtre Lyrique, sur un livret de Lockroy et Mestépès (d'après l'œuvre du baron de la Motte-Fouqué);
- La Petite Fadette : opéra-comique en 3 actes et 5 tableaux, créé le 11 septembre 1869, sur un livret de George Sand et de Michel Carré.

Contemporain de Gounod, de Lalo, de Victor Massé, Théopphile Semet paraît aujourd'hui bien oublié. Sans doute, comme l'indiquent les dates de ses principales compositions, son œuvre se trouve-t-elle directement liée à l'esthétique de l'opéra-comique français sous le Second Empire : sans adopter la folie bouffonne d'Offenbach ou Hervé, elle marque ainsi la transition entre le style soigné d'Adam ou d'Hérold, et les ouvrages plus ambitieux d'un Bizet ou d'un Chabrier. À ce propos, il n'est pas sans intérêt de souligner qu'il fut le professeur d'harmonie du second, et que le rôle-titre de la Petite Fadette fut créé par Mme Galli-Marié, la première Carmen...
Il faut également noter que Semet fait appel à un librettiste à la mode, Michel Carré, lequel demeure célèbre pour avoir écrit avec Barbier les livrets de Faust ou des Contes d'Hoffman. C'est cependant sa collaboration avec George Sand qui permet à Semet de signer son meilleur ouvrage. La Petite Fadette n'obtint à l'époque qu'un succès d'estime; l'œuvre est cependant à redécouvrir. D'abord, elle illustre une étape de la carrière de George Sand : celle où - Badinguet oblige - la révolutionnaire de 48 devient la "bonne dame de Nohant", et recycle ses romans scandaleux en pièces de théâtre moralisantes. Ensuite, le désir, chez Sand, de transformer en opéra l'un des romans berrichons s'inscrit dans une tentative plus large de conserver la musique populaire régionale, projet entamé en compagnie de Chopin et de la cantatrice Pauline Viardot, projet difficile dont fait état un ouvrage comme les Maîtres Sonneurs. Enfin, Théophile Semet a réussi à se situer dans cette perspective, de sorte que sa musique y a acquis une sincérité, une verdeur archaïsante et une saveur pittoresque, qui ne sont pas sans annoncer les plus fraîches et les plus franches réalisations de Chabrier.

## Décorations
- Chevalier de la Légion d'honneur